# Iwein
Iwein è un racconto in versi medio-alto tedesco del poeta Hartmann von Aue, scritto intorno al 1203.
Romanzo Arturiano liberamente tratto dal francese Yvain, il Cavaliere del Leone, di Chrétien de Troyes, narra le gesta di Iwein, un cavaliere della Tavola Rotonda di Re Artù.

## Iwein nel lavoro di Hartmann
Hartmann von Aue, dopo il suo racconto Erec, scritto intorno al 1180, è considerato come il fondatore della leggenda arturiana tedesca.
Iwein è il suo secondo racconto d'amore di corte; sulla base di prove stilistiche, è anche considerata l'ultima delle quattro opere di Hartmann.
Tra Erec e Iwein ha creato i suoi due leggendari poemi Gregorio e Il povero Enrico. Iwein deve essere stato prodotto dopo il 1205, come Wolfram von Eschenbach fa intendere nel suo Parzival. La data di creazione più vicina possibile è solitamente indicata nell'anno 1190. Alcune indagini linguistiche sembrano suggerire che Iwein é stato iniziato poco dopo Erec, ma che il lavoro di Hartmann su di esso si é interrotto dopo circa 1000 versi. È possibile che questo sia il risultato della morte del committente. Secondo questa teoria, Hartmann terminò la poesia solo in un momento successivo. Non si sa chi ha commissionato Iwein, ma gli Zähringen, gli Hohenstaufen e i Welfen sono stati tutti considerati suoi possibili mecenati.
Come tutte le opere di Hartmann e l'epopea cortese in generale, Iwein è scritto in rima a quattro piedi distici.

## Materiale e fonti di ispirazione
La fonte immediata di Hartmann fu l'epopea francese Yvain, il Cavaliere del Leone di Chrétien de Troyes, che fu creata molto probabilmente intorno al 1177 o tra il 1185 e il 1188. In contrasto con la sua versione piuttosto libera di Erec, la traduzione di Iwein di Hartmann rimane molto più vicina all'originale francese. Poiché i temi dell'epopea cortese erano nel frattempo diventati di dominio pubblico per i suoi ascoltatori tedeschi, Hartmann riuscì così ad evitare lunghe digressioni esplicative.
Il soggetto di Re Artù appartiene alla ciclo bretone e ai cicli celtici originariamente trasmessi oralmente, che trovarono diffusione nella letteratura europea attraverso le rielaborazioni di Chrétiens.

## Trama

### Prologo
Come è normale per l'epica medievale, Hartmann inizia il racconto con un prologo (V. 1-85) - Questo contiene un riferimento al genere letterario dell'epica arturiana e dichiarazioni programmatiche sulla moralità della poesia. Artù è lodato come esempio di cavalleria il cui nome è eterno. Hartmann aggiunge un'autoproclamazione, che è scritta in modo molto simile a quella che introduce Il povero Enrico:
| Ein rîter, der gelêret was unde ez an den buochen las, swenner sîne stunde niht baz bewenden kunde daz er ouch tihtennes pflac (daz man gerne hœren mac, dâ kêrt er sînen vlîz an: er was genant Hartman und was ein Ouwære der tihte diz mære. |

(Hartmann von Aue: Iwein, V. 21-30. G.F. Benecke, K. Lachmann, L. Wolf. Übersetzt von Thomas Cramer. Berlin, New York ³1981)

### Prima stesura
Il racconto inizia con la celebrazione di Pentecoste, l'epitome delle feste, alla corte di re Artù.
Mentre è lì, Iwein sente la storia del Cavaliere Kalogrenant (strutturato da Hartmann come una sorta di racconto nel racconto).
L'avventura iniziata male del cavaliere arturiano Kalogrenant dà alla corte di Artù una sfida legittima - quella di vendicare il disonore.